# Perseo di Macedonia
Perseo, figlio di Filippo V (213 a.C. – Alba Fucens, 166 a.C.), è stato un sovrano macedone antico, ultimo re di Macedonia dal 179 al 168 a.C.

## Biografia
Iniziò ben presto l'attività militare al seguito del padre. Scoppiato un grave dissidio con Demetrio, suo fratello più giovane, causa l'amicizia che questi aveva con i Romani, Perseo convinse il padre a sopprimere Demetrio come colpevole di tradimento. 
Perseo cercò, durante il suo regno, di ricostruire il prestigio della monarchia macedone ai danni di Roma, tentando di ripristinare l'alleanza con gli Achei, con Rodi e i Seleucidi, sebbene durante la fase iniziale del suo regno egli chiese di rinnovare l'amicitia che legava la Macedonia a Roma stipulata da suo padre Filippo V. Dopo aver soggiogato la regione della Dolopia, respinse gli assalti delle tribù di traci e cercò di rafforzare la propria posizione interna con una oculata politica matrimoniale, sposando la figlia del re di Siria Seleuco IV Filopatore e dando in moglie sua sorella a Prusia II di Bitinia.
In maniera molto spregiudicata, per guadagnarsi il favore popolare, Perseo decise di indire una amnistia che richiamasse in patria tutti gli esiliati per insolvenza e per crimini contro la corona macedone, con lo scopo di pubblicizzare al massimo questo evento, Perseo volle che i nomi dei beneficiari di questa iniziativa venissero posti davanti ai santuari di Apollo presso Delfi e Delo. Le sue scelte politiche furono ben presto premiate quando, nell'estate del 178 a.C. la ricostituita anfizionia di Delfi si dimostrò favorevole al re macedone.

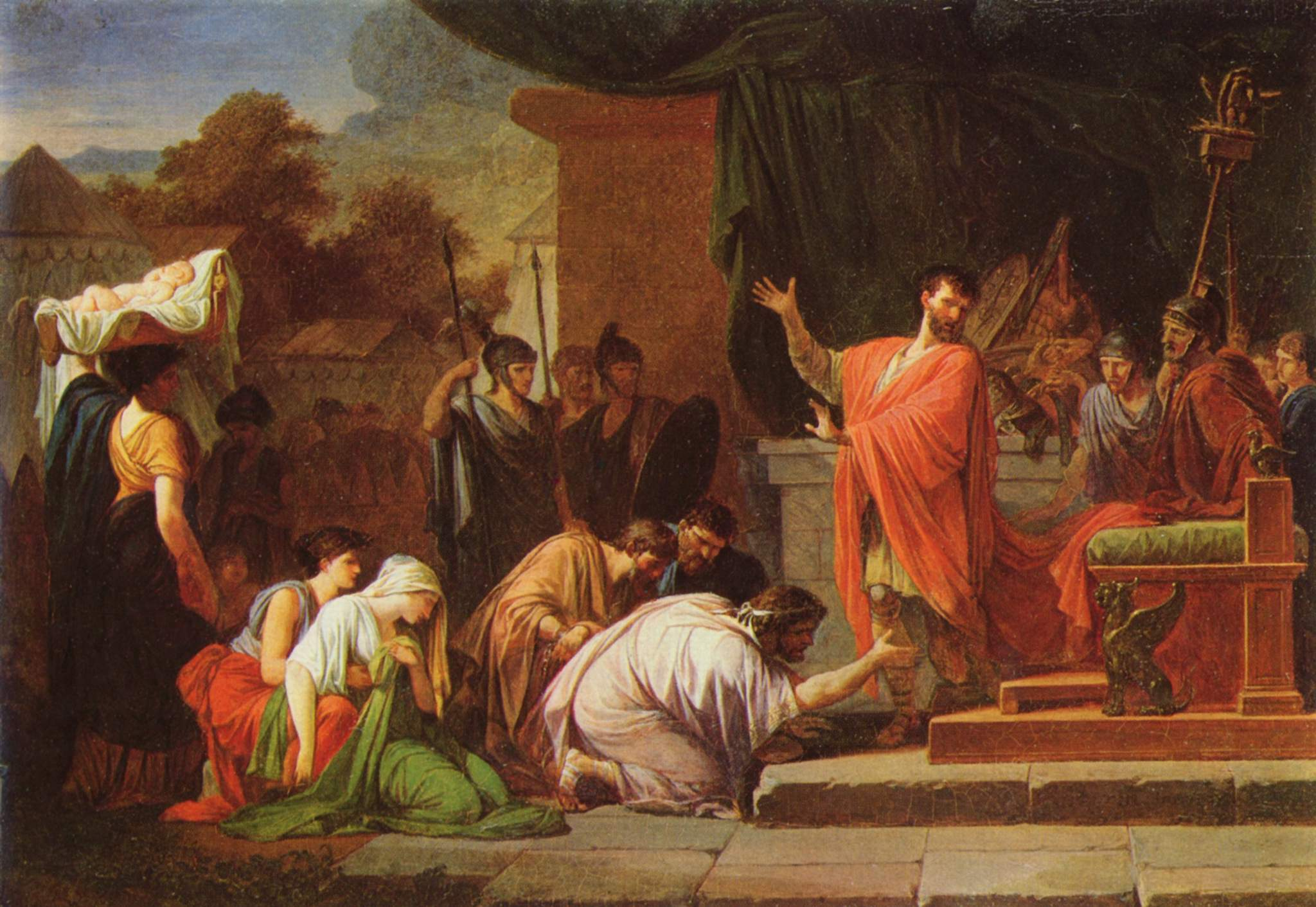
Perseo di Macedonia inginocchiato di fronte a Emilio Paolo, dipinto di Jean-François-Pierre Peyron (1802)

I sospetti da parte romana contro il tentativo da parte di Perseo di ricostituire l'antico prestigio macedone divennero più forti a partire dal 175 a.C., quando, come ci narra Tito Livio (XLI, 19) una delegazione proveniente dal regno dei Dardani accusò Perseo di essere il fomentatore dei recenti attacchi da parte della popolazione sarmata dei Bastarni. Una delegazione romana, guidata dal console Lucio Postumio Albino, fu inviata per investigare e, sebbene Perseo avesse nel frattempo inviato degli emissari per perorare la sua innocenza di fronte al Senato romano, tuttavia venne da quest'ultimo ritenuto implicitamente colpevole.
Questi movimenti preoccuparono il re di Pergamo Eumene II che chiese l'intervento dei Romani. Secondo il racconto di Tito Livio, fu il nobile brindisino Lucio Ramnio che mise in guardia il Senato delle manovre di Perseo, il quale incautamente gli aveva confidato le sue trame. Nel 171 a.C. scoppiò così la terza guerra macedonica (171 a.C. - 168 a.C.), decisa dalla battaglia campale di Pidna (Tessaglia) tra l'esercito macedone e quello romano. Lo scontro fu vinto dai Romani, che lasciarono sul campo 20.000 soldati macedoni.
La monarchia macedone venne quindi abolita, Perseo detronizzato e la regione divisa in quattro repubbliche autonome. Solo nel 148 a.C., a seguito di una rivolta, la Macedonia fu ridotta definitivamente a provincia romana. Secondo la testimonianza degli storici antichi, Perseo, dopo aver subito il trionfo a Roma, venne deportato ad Alba Fucens assieme al figlio Alessandro e al suo seguito, dove sarebbe morto due anni dopo. Sempre Livio ci tramanda l'aneddoto secondo il quale alle domande del console Emilio Paolo che chiedeva al re sconfitto cosa l'avesse spinto al conflitto, Perseo rimanesse in silenzio piangendo.

## La tomba

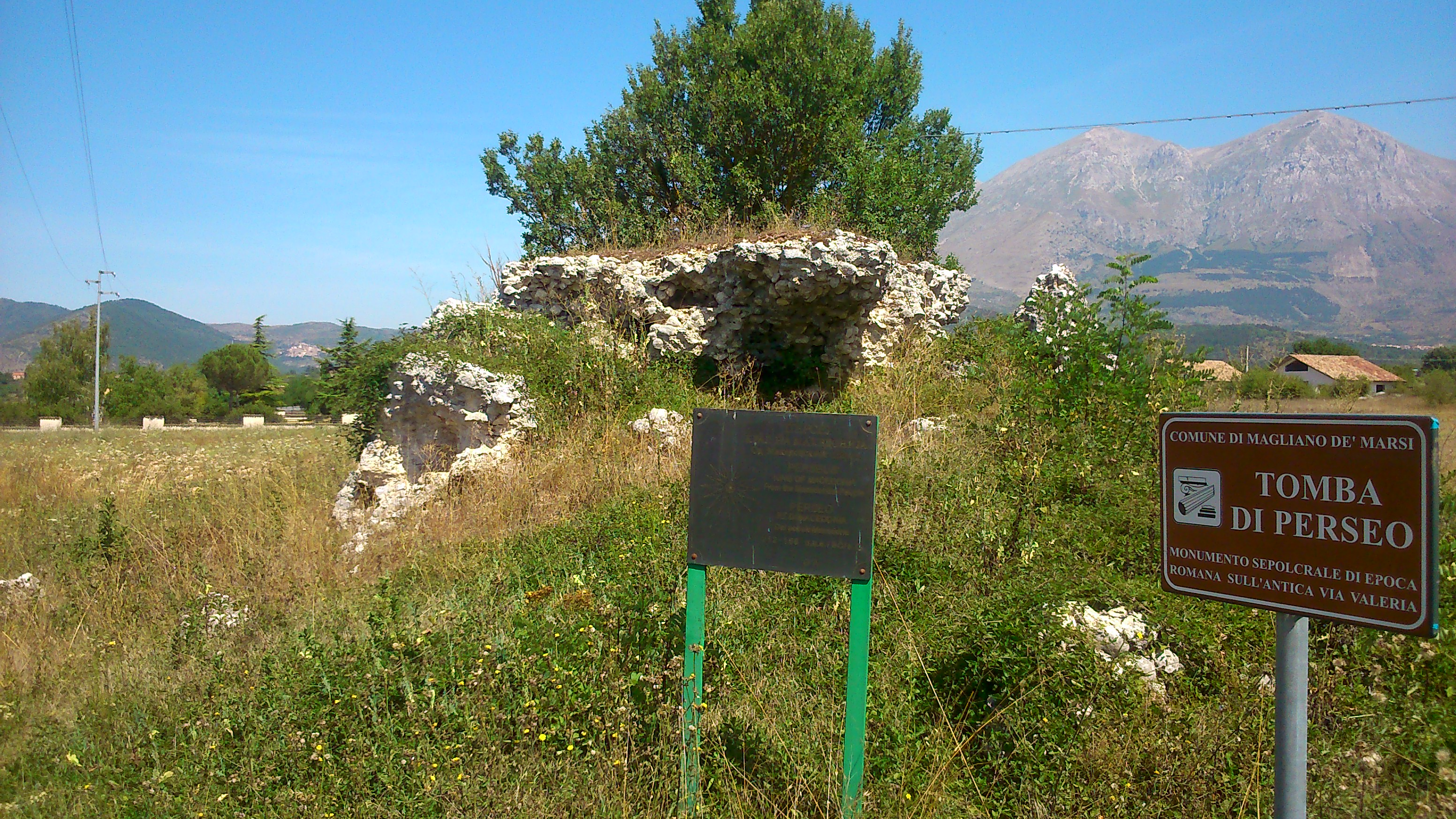
Supposta tomba di Perseo

Nel giugno 2005 la supposta tomba di Perseo venne scoperta nei pressi della Via Tiburtina Valeria, lungo la Strada statale 578 Salto Cicolana, vicino a Magliano de' Marsi (AQ), da una spedizione formata da una delegazione del Ministero per i Beni e le Attività Culturali e da una spedizione di archeologi macedoni.
L'edificio rinvenuto consiste in un rudere in opus incertum, con sepolcro di pietra e mattoni a cappuccina, che forse aveva rivestimento in marmo o travertino.